# Courage C32LM
Chronologie des modèles
Courage C30LM Courage C34
La Courage C32LM est une voiture de course construite par Courage Compétition pour prendre la suite de la Courage C30LM aux 24 Heures du Mans. Trois châssis ont été assemblés et ont concouru aux 24 Heures du Mans 1994.

## Résultats sportifs
| Course            | Date          | no | Écurie              | Pilotes                                          | Châssis                            | Classement |
| Course            | Date          | no | Écurie              | Pilotes                                          | Moteur                             | Classement |
| ----------------- | ------------- | -- | ------------------- | ------------------------------------------------ | ---------------------------------- | ---------- |
| 24 Heures du Mans | 18 au 19 juin | 2  | Courage Compétition | Henri Pescarolo Alain Ferté Franck Lagorce       | C32LM-013                          | Abandon    |
| 24 Heures du Mans | 18 au 19 juin | 2  | Courage Compétition | Henri Pescarolo Alain Ferté Franck Lagorce       | Porsche Type-935 3.0L Turbo Flat-6 | Abandon    |
| 24 Heures du Mans | 18 au 19 juin | 3  | Courage Compétition | Lionel Robert Pascal Fabre Pierre-Henri Raphanel | C32LM-011                          | Abandon    |
| 24 Heures du Mans | 18 au 19 juin | 3  | Courage Compétition | Lionel Robert Pascal Fabre Pierre-Henri Raphanel | Porsche Type-935 3.0L Turbo Flat-6 | Abandon    |
| 24 Heures du Mans | 18 au 19 juin | 9  | Courage Compétition | Jean-Louis Ricci Andy Evans Philippe Olczyk      | C32LM-010                          | 7e         |
| 24 Heures du Mans | 18 au 19 juin | 9  | Courage Compétition | Jean-Louis Ricci Andy Evans Philippe Olczyk      | Porsche Type-935 3.0L Turbo Flat-6 | 7e         |